# Pavetta amaniensis
Pavetta amaniensis är en måreväxtart som beskrevs av Cornelis Eliza Bertus Bremekamp. Pavetta amaniensis ingår i släktet Pavetta och familjen måreväxter.
Artens utbredningsområde är Tanzania.

## Underarter
Arten delas in i följande underarter:
- P. a. amaniensis
- P. a. trichocephala